# Szemerkhet sírja
Szemerkhet sírja az abüdoszi Umm el-Kaáb (U temető) U jelű építménye (U-sír). Az i. e. 29. század elején épült, az I. dinasztia utolsó előtti királyának temetkezési helyéül. Első feltárója Émile Amélineau francia egyiptológus volt 1896-ban. Flinders Petrie 1899 és 1901 között újra kutatta. Hosszú szünet után 1998-ban és 2005-ben a Német Régészeti Intézet (DAI) részéről Günter Dreyer végzett ásatásokat.
A sír 26×18 méter külső méretű, a sírkamra az építmény közepén 16,5×7,5 méteres. Sár- és agyagtéglából épült, vastag, tagolatlan falakkal. A sírkamrát két rétegben 69 darab kisebb veszi körül, amelyek közül 67-ben melléktemetkezések történtek. A melléktemetkezésekben nyugvó halottak életkori és nemi megoszlása alapján önkéntes emberáldozatok temetkezési helyéről van szó. A két további kamra valószínűleg tárolóhelyiség volt. A sír bejárata a keleti oldalról nyílik, és a megszokott lépcső helyett egy tíz méteres rámpán lehet közlekedni.
A sír környékén hét sztélé került elő, így az eltemetett személyek nem azonosíthatók. Két sztélé egy Nefer nevű törpéé.
Az uralkodó sírkamrája igen rossz állapotban maradt fenn, Amélineau teljesen kiégve találta. A padló faburkolatú volt, de a falakon is lehetett eredetileg faanyag. A sírt gazdag halotti kelengyével látták el, de kevés maradt meg belőle, bútorlábak, ládák és faszobrok maradványai. Az elefántcsont kevésbé sérült, számos feliratos táblácska maradt meg. Emellett hajómodellek töredékei. Bizonyos jelek arra utalnak, hogy a sírkomplexumot sietve fejezték be. Egyes helyeken a vakolat hiányzik, ezen kívül a rámpa is befejezetlen lépcső lehet, hiszen a lépcsőház Den sírja óta szokvány elem. A sírt a Középbirodalom korában helyreállították.

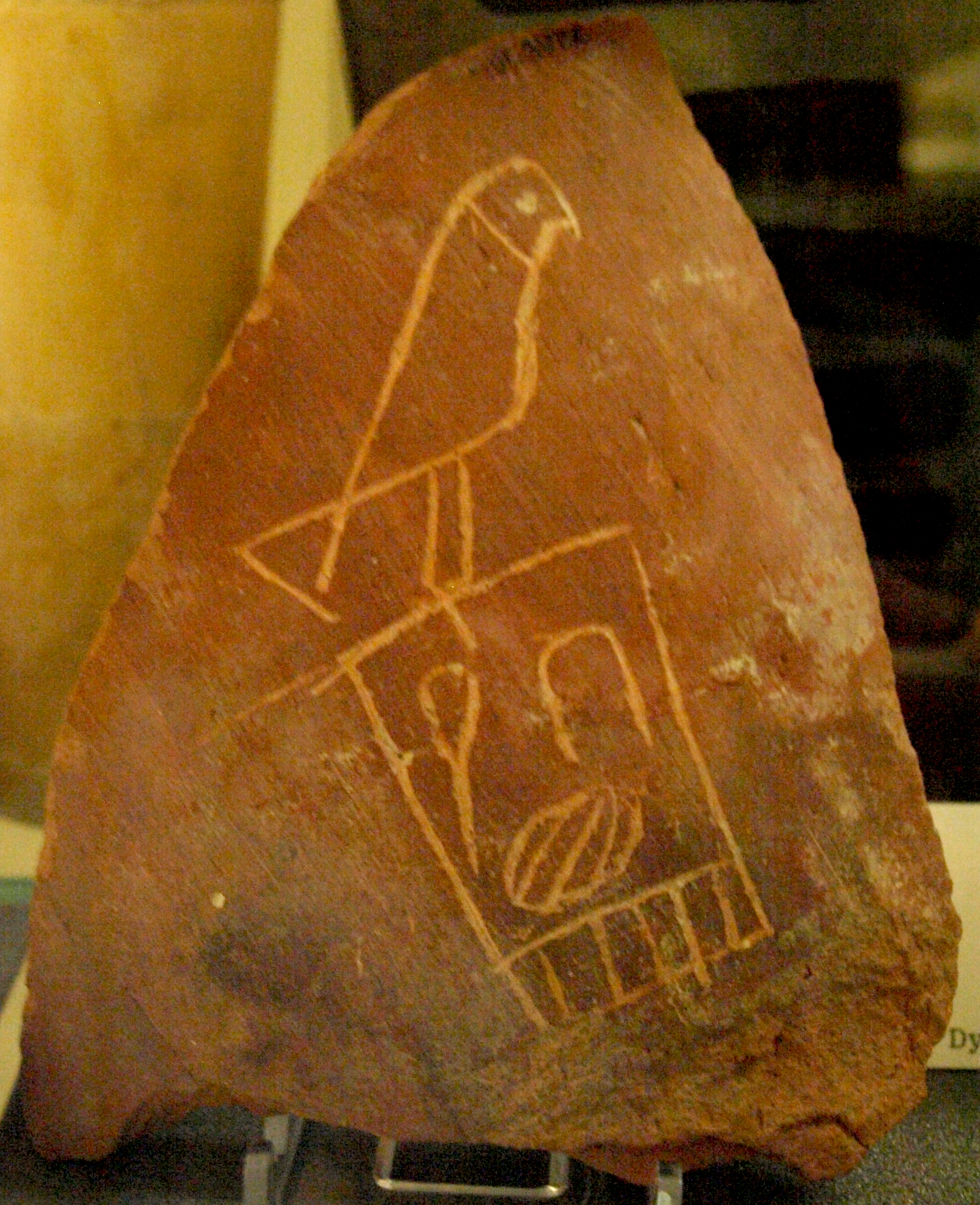
II. Ka sírjából előkerült szereh Szemerkhet nevével
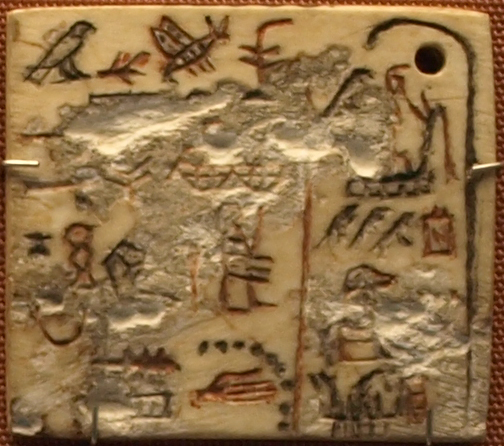
Szemerkhet kilencedik uralkodási évében a szed-ünnep emlékműve

## Külső hivatkozások
- Abüdosz, U-sír
- Jahresbericht 2006 des DAI[halott link]